# Sainaimu
Sainaimu is volksmuziek en volksdans die wijdverspreid is onder de Turkse volken die in de autonome Chinese regio Sinkiang wonen: de Oeigoeren. De maat van de muziek begint doorgaans langzaam en wordt vervolgens sneller, waarop de dansen levendiger worden, vooral op het einde. De bewegingen die de dansers hierbij maken zijn zeer kenmerkend voor de sainaimudans, opvallend zijn de nekbewegingen, bewegingen van wenkbrauwen, ogen en vingers.
Er zijn uiteenlopende varianten van de volksmuziek en volksdans. Vaak wordt bij lokale versies de plaatsnaam voor het woord sainaimu geplaatst. Dansers en zangers zijn gescheiden.